# Лобас Леонід Дмитрович
Лобас Леонід Дмитрович (25 листопада 1948 — 24 липня 2024) — льотчик-випробувач. Герой Росії (1995).

## Життєпис
Народився 25 листопада 1948 року в місті Дружківка Донецької області Української РСР.
У Військово-повітряних силах з 1967. У 1971 закінчив Єйське ВВАУЛ. 1980 року звільнився в запас у званні підполковника авіації. У 1981 закінчив Школу льотчиків-випробувачів Міністерства авіаційної промисловості СРСР. У 1981—1983 роках — льотчик-випробувач конструкторського бюро автоматичних систем, займався випробуваннями різних авіаційних пристроїв.
З квітня 1983 — льотчик-випробувач в Льотно-випробувальному інституті імені М. М. Громова. У 1993—1995 роках — заступник начальника ОСІБ з льотної частини — начальник комплексу. У 1995—1998 роках — заступник начальника ЛІІ імені М. М. Громова. З 1998 року — начальник ОСІБ, заступник начальника ЛІІ з льотних випробувань.
За мужність і героїзм, проявлені при випробуваннях нової авіаційної техніки в умовах, пов'язаних з ризиком для життя 19 вересня 1995 Лобас Леоніду Дмитровичу присвоєно звання Героя Російської Федерації.
Жив в місті Жуковський Московської області.